# Budget base zéro
Pour les articles homonymes, voir BBZ.
Le budget base zéro (BBZ) est une technique budgétaire et de prise de décision qui a pour objectif  d’allouer les ressources de manière la plus efficace possible en « repensant » chaque dépense. Elle s’oppose à la procédure classique pour établir un budget qui consiste à considérer comme acquis celui de l’année précédente et à travailler de manière incrémentale.
Toutes les dépenses doivent donc être justifiées puisqu’on attribue à chaque poste budgétaire une valeur 0 et que l’on ne l’augmente qu’au vu des résultats attendus.

## Objectifs
L'objectif initial et primaire du BBZ, mis en œuvre au début des années 1970 aux États-Unis, est d’améliorer la gestion publique en mettant en évidence les corrélations entre les budgets alloués et les performances réalisées. On vise ainsi la réduction des frais généraux et la mise en place d’indicateurs de mesure permettant d’avoir un contrôle de gestion efficace.
Avantages attendus :
1. Une allocation rationnelle des ressources à chaque poste de dépense, basée sur les besoins réels plutôt que l’habitude. On élimine ou on sous-traite plus facilement les opérations obsolètes ou peu efficaces.
2. Méthode efficace si les revenus sont irréguliers
3. La motivation des personnes, qui sont poussées à bien définir leurs missions, à chercher des manières plus efficaces de fonctionner et à travailler ensemble pour établir et défendre leur budget
4. Un coup d’arrêt à l’inflation des budgets et l’incitation à trouver des alternatives
5. Une aide à la mise en place des indicateurs permettant l’analyse des écarts.

Inconvénients
1. Consomme beaucoup plus de temps à établir qu’un budget incrémental (également appelé « budget par reconduction »), d’autant plus que l’organisation concernée est de grande taille. Souvent l'analyse BBZ n'est pas annuelle, mais se renouvelle tous les trois à cinq ans et peut ne viser qu'une partie de l'entreprise.
2. Certains résultats (immatériels notamment) peuvent être difficile à mesurer et donc à justifier
3. Demande une formation des personnes.

### Application pratique du Budget Base Zéro
Le Budget Base Zéro, bien que conceptuellement simple, peut être complexe à mettre en œuvre sans orientation. Cette méthode implique une gestion proactive et attentive où chaque euro dépensé doit être justifié, Pour optimiser cette méthode, voici une approche plus détaillée :
- Catégoriser Toutes les Dépenses : Commencez par lister toutes les dépenses, même les plus petites, pour avoir une vue d'ensemble complète de vos finances.
- Utiliser des Outils Numériques : Adoptez des applications de gestion de budget pour suivre et ajuster vos finances en temps réel, ce qui simplifie grandement le processus.
- Analyser Régulièrement : Révisez votre budget à intervalles réguliers pour vous assurer qu'il reflète toujours vos priorités et objectifs financiers.
- Renforcer la Discipline Financière : Le suivi régulier aide à identifier les économies potentielles et renforce les bonnes habitudes de gestion financière.

Ces étapes vous aideront non seulement à identifier les zones d'économie potentielles mais également à améliorer votre discipline financière.